# Tang Gonghong
Tang Gonghong (chinesisch 唐功紅 / 唐功红, Pinyin Táng Gōnghóng, * 5. März 1979 in Yantai) ist eine chinesische Gewichtheberin.

## Werdegang
Tang Gonghong stammt aus Yantai in der Provinz Shandong. Sie zeigte schon als Jugendliche eine gute Veranlagung zum Gewichtheben und wurde 1994 in die Sportschule der Provinz Jiangsu und 1997 in die Sportschule der Stadt Nanjing aufgenommen. Bereits 1997 schaffte sie den Sprung in die chinesische Nationalmannschaft der Gewichtheber. Ihren ersten großen internationalen Erfolg landete sie als eine im Gewichthebersport vollkommen unbekannte Neunzehnjährige 1998, als sie Weltmeisterin in Lahti im Schwergewicht wurde. Eine besondere Leistung vollbrachte die 1,72 m große und ca. 120 kg schwere Athletin bei den Olympischen Spielen 2004 in Athen, als sie, nachdem sie im Reißen nur 122,5 kg geschafft hatte und damit um 7,5 kg hinter der Südkoreanerin Jang Mi-Ran lag, im Stoßen 182,5 kg schaffte und die Südkoreanerin, die 172,5 kg gestoßen hatte, noch überholte. Gleichzeitig schaffte sie dabei mit 305 kg einen Weltrekord im Zweikampf, der aber im Jahr 2006 von Jang Mi-Ran auf 318 kg verbessert wurde.

### Internationale Erfolge/Mehrkampf
(OS = Olympische Spiele, WM = Weltmeisterschaft, KG = Körpergewicht)
- 1998, 1. Platz, Universitäts-WM in Ramat Gan, über 75 kg KG, mit 267,5 kg, vor Chen Hsiao-Lien, Taiwan, 227,5 kg und Chen Chia-Yi, Taiwan, 225 kg;
- 1998, 1. Platz, WM in Lahti, über 75 kg KG, mit 255 kg, vor Chen Hsiao-Lien, 245 kg und María Isabel Urrutia, Kolumbien, 242,5 kg;
- 2002, 1. Platz, Asian Games in Busan, über 75 kg KG, mit 287,5 kg, vor Jang Mi-Ran, Südkorean, 272,5 kg und Mun Kyung-Ae, Südkorea, 252,5 kg;
- 2002, 3. Platz, WM in Warschau, über 75 kg KG, mit 277,5 kg, hinter Agata Wrobel, Polen, 287,5 kg und Albina Chomitsch, Russland, 282,5 kg;
- 2004, 1. Platz, Asian Games in Almaty, Kasachstan, über 75 kg KG, mit 302,5 kg, vor Geeta Rani, Indien, 240 kg und Ludmilla Kanonowa, Kasachstan, 237,5 kg;
- 2004, Goldmedaille, OS in Athen, S, mit 305 kg, vor Jang Mi-Ran, Südkorea, 302,5 kg und Agata Wrobel, 290 kg

### Medaillen Einzeldisziplinen
(bei Olympischen Spielen werden keine WM-Medaillen mehr vergeben)
- WM-Goldmedaille: 1998, Stoßen, 145 kg
- WM-Silbermedaille: 2002, Stoßen, 160 kg
- WM-Bronzemedaille: 1998, Reißen, 110 kg

### Weltrekorde
(alle im Schwergewicht, über 75 kg Körpergewicht erzielt)
- 1998, Stoßen, 155,5 kg,
- 1998, Zweikampf, 267,5 kg,
- 2002, Stoßen, 165,5 kg,
- 2002, Stoßen, 167,5 kg,
- 2003, Stoßen, 168 kg,
- 2004, Stoßen, 170 kg,
- 2004, Zweikampf, 302,5 kg,
- 2004, Stoßen, 175 kg,
- 2004, Stoßen, 182,5 kg,
- 2004, Zweikampf, 305 kg